# Novelty (альбом)
Novelty (рус. Инновация) — второй студийный альбом американской пост-хардкор-группы Jawbox, выпущенный в мае 1992 года лейблом Dischord Records. Это первый студийный альбом, в записи которого участвовал Билл Барбот в качестве гитариста/бэк-вокалиста. Также это последний альбом, в записи которого участвовал барабанщик Адам Уайд.
Песни «Tongues» и «Ones and Zeros» были выпущены в качестве сингла раньше релиза альбома, а «Static» была представлена на 7-дюймовом сплит-диске с группой Tar. На трек «Cut Off» было снято видео.

## Запись
Во время выпуска сингла «Tongues», выпущенном в начале 1992 года, к группе присоединяется гитарист/бэк-вокалист Билл Барбот.
Сочинения Джеймса Роббинса ещё более эклектичны на этом втором альбоме; некоторые песни отражают диссонирующие (грохочущий, ударный гнев других треков), «эротические» гармонии коллег по лейблу Shudder to Think. В лирическом плане Роббинс становится более абстрактным.

## Продвижение
Чтобы поддержать альбом, Jawbox отправились в турне с Shudder to Think снова. До и во время тура барабанщик Адам Уэйд был разочарован внутренним конфликтом группы, как то прекращение отношений Ким Колетты и Джеймса Роббинса, после чего Колетта и Барбот начали новые отношения, за которыми последовало последующее беспорядочное поведение Роббинса. Сразу после окончания тура Уэйд ушёл из Jawbox и быстро присоединился к Shudder to Think в качестве их барабанщика.

## Переиздание
12-дюймовая пластинка была ремастирована в 2014 году Дэном Кутантом в Sunroom Audio и обрезана Бобом Уэстоном в Chicago Mastering Service. Бесплатная загрузка на MP3 включает в себя 10 оригинальных треков альбома плюс две дополнительные песни из 7-дюймового сингла «Tongues».

## Отзывы критиков
| Оценки критиков | Оценки критиков |
| Источник        | Оценка          |
| --------------- | --------------- |
| AllMusic        | [ 7 ]           |

Рецензент сайта AllMusic Энди Келлман отметил, что появление гитариста Билла Барбота «усилило мощь Jawbox»: «В отличие от дебютного альбома, гитары стали более четкими, а риффы более лаконичными. Менее прямолинейная, пластинка также более динамична, благодаря более разнообразному материалу». Единственным недостатком по словам Келлмана — это производственная работа Иэна Бёрджесса, назвав её «мрачной»: «Обычно выдающийся продюсер, Бёрджесс придаёт Novelty причудливый шум, который местами расстраивает». Подытожив, рецензент охарактеризовал альбом следующими словами: «Novelty превращается из хорошей пластинки в отличную с добавлением сингла „Tongues“. Полная плотных завихрений пикирующих гитар, которые затем выбрасываются густым риффом (вступление звучит почти как „How Soon Is Now?“ The Smiths), песня отделяет группу от их корней в Вашингтоне/Чикаго, в то же время цепляясь за них. Назови это My Bloody Minor Raygun».
В Trouser Press высказали мнение, что «мягкий микс тратится впустую двойными гитарами, а вокал Дж. Роббинса часто кажется унылым и монохромным». В The Washington Post об альбоме написали следующее: «Такие песни, как „Cutoff“ и „Static“, резкие, но вряд ли попсовые, обладают как сосредоточенностью, так и ощетинившейся энергией» .

## Список композиций
Слова и музыка всех песен — Jawbox.
| №                   | Название            | Длительность |
| ------------------- | ------------------- | ------------ |
| 1.                  | «Cutoff»            | 3:51         |
| 2.                  | «Tracking»          | 2:32         |
| 3.                  | «Dreamless»         | 4:08         |
| 4.                  | «Channel 3»         | 2:56         |
| 5.                  | «Spiral Fix»        | 4:52         |
| 6.                  | «Linkwork»          | 3:58         |
| 7.                  | «Chump»             | 2:25         |
| 8.                  | «Static»            | 4:07         |
| 9.                  | «Spit-Bite»         | 4:52         |
| 10.                 | «Send Down»         | 2:36         |
| 11.                 | «Tongues»           | 3:59         |
| 12.                 | «Ones and Zeros»    | 3:02         |
| Общая длительность: | Общая длительность: | 43:24        |

## Участники записи
Jawbox
- Джеймс Роббинс — вокал, гитара, художественное оформление
- Билл Барбот — бэк-вокал, гитара
- Ким Колетта — бас-гитара
- Адам Уайд — барабаны

Производственный персонал
- Иэн Бёрджесс — продюсер, звукорежиссёр
- Дон Зиентара — звукорежиссёр
- Пэт Грэм — фотограф
- Джим Саах — фотограф